# Estação Barceloneta

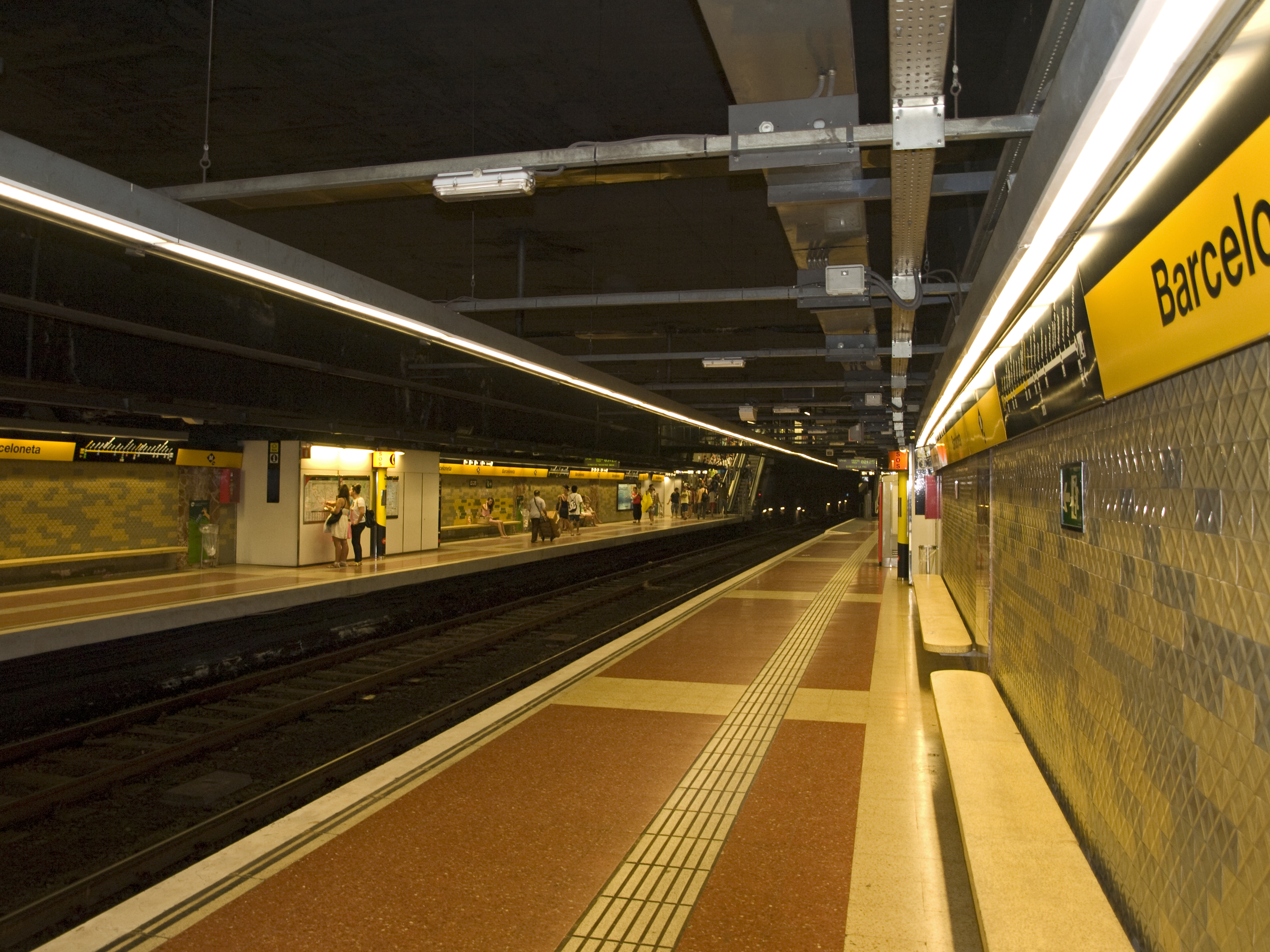
Estação Barceloneta

Barceloneta é uma estação da linha Linha 4 do Metro de Barcelona. Entrou em funcionamento em 1976.

## Facilidades
- acesso a comunicação com telefone celular;
- escada rolante.

## Localização
- Barcelona;  Espanha,  Catalunha.